# Frecuencia muy baja

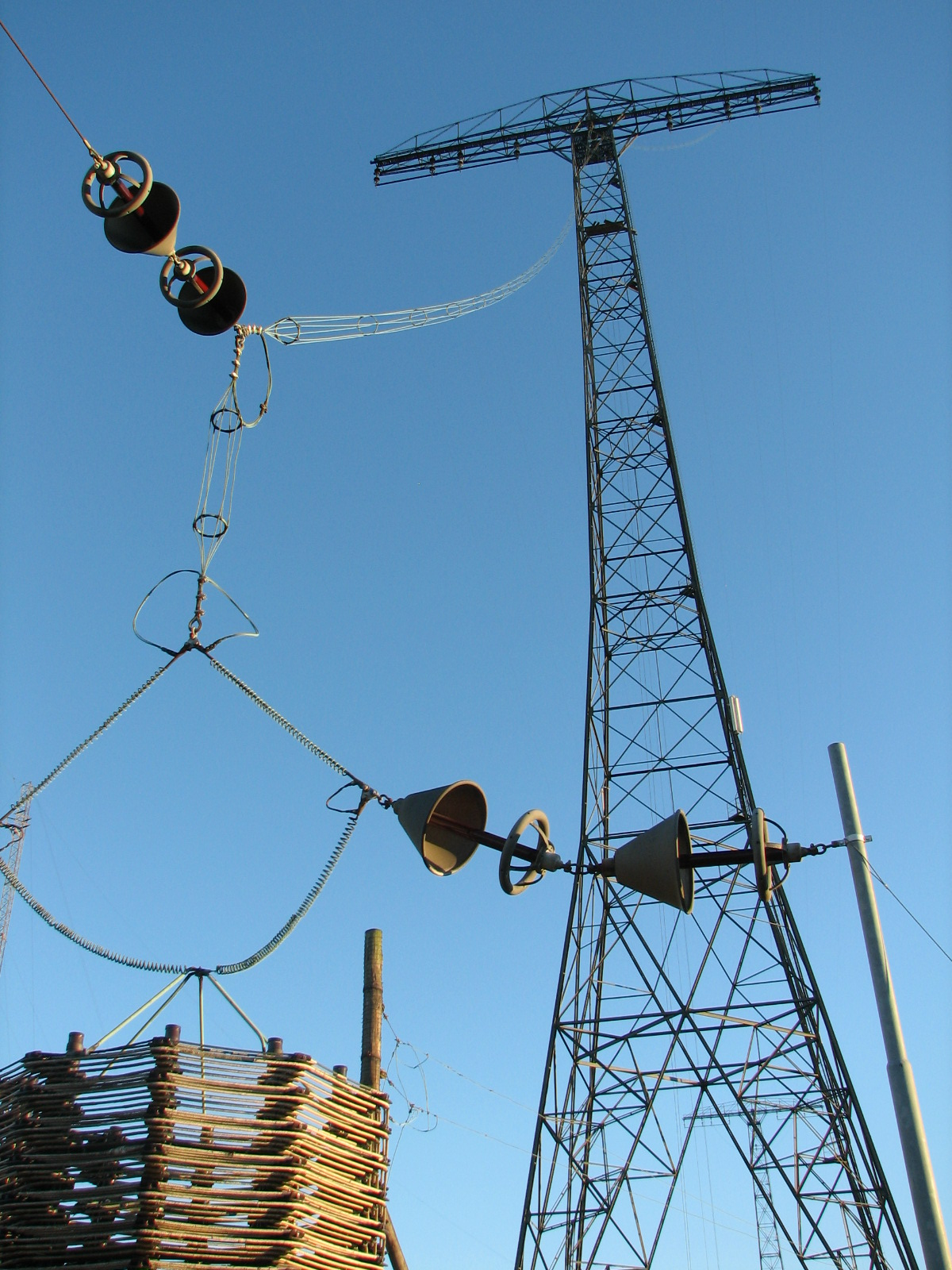
Antena emisora de VLF de Grimeton cerca de Varberg, Suecia.

La designación de frecuencia muy baja (VLF; Very Low Frequency, en inglés) se usa para denominar a la banda del espectro electromagnético que ocupa el rango de frecuencias de 3 a 30 kilohercios (longitudes de onda de 100 a 10 kilómetros).

## Características de la frecuencia muy baja
En esta banda se produce la propagación por onda de superficie con baja atenuación y permite realizar enlaces de radio a gran distancia. Como inconveniente cabe destacar el escaso ancho de banda disponible, y la baja eficiencia de las antenas a tan bajas frecuencias.

## Sistemas que funcionan con frecuencia muy baja
La antigua estación transmisora de Grimeton (Suecia) emite cada 24 de diciembre a las 08'00 UTC en 17.2 kHz con el indicativo SAQ.
- Datos: Q549933
- Multimedia: Very low frequency / Q549933